# اکلاهما گس اند الکتریک
اکلاهما گس اند الکتریک (انگلیسی: Oklahoma Gas & Electric) شرکت انرژی آمریکایی است، که در سال ۱۹۰۲ تأسیس شد.